# 仙妮亞·唐恩
艾琳·雷吉娜·“仙妮亚”·唐恩，OC（英語：Eilleen Regina "Shania" Twain，/ʃəˈnaɪə 'tweɪn/；1965年8月28日—），加拿大流行女唱作人，在鄉村音樂方面特別成功，有著“鄉村流行女王”（Queen of Country Pop）之美譽。她的第三張專輯《一再重複》在美國銷量破2,000萬張，在全球銷量估計已達到4,000萬張，獲金氏世界紀錄認證是最暢銷的女歌手個人錄音室專輯。
至今仙妮亞·唐恩生涯的專輯總銷售量在美國已達到4,800萬張，在全球估計已達到6,500萬張。

## 早年生活
仙妮亞本名艾蓮·里賈納·愛德華茲（Eilleen Regina Edwards），1965年8月28日生於加拿大安大略省溫莎市，生父克拉倫斯·愛德華茲（Clarence Edwards）擁有加拿大原住民克里人血統，父母在她兩歲時分開，她與母親和兩個姊姊（吉爾和嘉莉安）一行四人遷往同省另一城市蒂明斯。她的母親改嫁歐及布威族族人傑里·唐恩（Jerry Twain），仙妮亞改跟继父姓。她亦擁有愛爾蘭、英格蘭及法國血統。她的外曾祖母為首批移居加拿大的法國人後裔。她的外祖母是愛爾蘭移民。
仙妮亞幼年的生活相當辛苦，由於家庭收入不多，她經常都要挨餓。她沒有將苦況告之學校，擔心福利署介入會拆散家庭。由於家在偏遠的荒野地區，她學會打獵及劈柴。家庭暴力亦經常發生，仙妮亞因此曾經患上抑鬱症。1979年夏天，她母親趁後父上班期間舉家逃走到680（420英里）以南的多倫多露宿者收容所尋求協助。她們至1981年才回到继父身邊。
仙妮亞八歲起已在蒂明斯的酒吧賣唱以幫補家計，由午夜唱至打烊，很多時都可以賺取20加元的打賞。雖然她討厭在酒吧唱歌，回想起來她也認為這經歷是個磨練，造就她今天的唱歌和表演技巧。
1980年代初，她在继父的人工造林公司打工。雖然薪酬微薄，她的還是挺享受的。她喜愛在大自然孤身一人的感覺，閒來有小狗陪伴，獨自拿起結他隨意彈奏哼歌。
1983年中學畢業後加入了黛安·蔡斯領班的樂隊，在加拿大巡迴演唱，展開了她的音樂事業。

## 榮譽及獎狀
- 1999年，獲鄉村音樂學院（英语：Academy of Country Music）及鄉村音樂協會（英语：Country Music Association）評為年度藝人
- 2001年，蒂明斯政府斥資興建仙妮亞唐恩中心（英语：Shania Twain Centre），並向她頒發該市的鑰匙
- 2002年，在鄉村音樂電視（英语：Country Music Television）40大鄉村音樂女歌手排名中名列第七
- 2003年，入選加拿大星光大道
- 2005年，獲頒加拿大勳章
- 2011年，入選加拿大音樂名人堂
- 2011年，入選荷里活星光大道

## 作品列表

### 錄音室專輯
- 1993 - Shania Twain
- 1995 - The Woman in Me
- 1997 - Come On Over
- 2002 - Up!
- 2017 - Now
- 2023 - Queen of Me

### 精選集
- 2000 - Wild and Wicked
- 2001 - The Complete Limelight Sessions
- 2004 - Greatest Hits
- 2005 - Beginnings

### 混音專輯
- 1999 - Come On Over: International Version
- 2002 - Up! (country mix 和 pop remix 雙專輯)

## 引用
1. ↑  Vinson, Christina. . Taste of Country.   [2014-07-09]. （原始内容存档于2014-07-12）. The singer — dubbed Queen of Country-Pop and a Caesars Palace staple for years now — has made some exciting progress in the touring and new music realm.
2. 1 2  .   [2008-08-12]. （原始内容存档于2007-06-26）.
3. ↑  . Guinness World Records.   [2015-03-12]. （原始内容存档于2025-05-25）.
4. ↑  , Uk.youtube.com,   [October 1, 2009]
5. ↑  Jann S. Werner (编). . Rolling Stone Biography From the Archives Album Reviews Photo Gallery Videos Discography. RealNetworks, Inc 2004's The New Rolling Stone Album Guide.   [October 16, 2009]. （原始内容存档于2009-11-23）.
6. ↑  . Wargs.com.   [August 7, 2013]. （原始内容存档于2013-06-02）.
7. ↑  . Geni.com.   [August 7, 2013]. （原始内容存档于2013-05-10）.
8. ↑  . Perche-quebec.com.   [February 23, 2011]. （原始内容存档于2011年2月20日）.
9. ↑  Twain, Shania. From This Moment On, Atria Books, Kindle edition, 2011, p. 2.
10. ↑  Shania's interview in the January 2005 Readers Digest.
11. ↑  Shania Twain Interview （页面存档备份，存于）. Today with Des and Mel. ITV Productions
12. ↑  Eggar（2005年），第41页
13. ↑  Eggar（2005年），第62页
14. ↑  Eggar（2005年），第88页